# Whine Up
"Whine Up" é uma canção da cantora americana Kat DeLuna, lançada como primeiro single do primeiro álbum da cantora, 9 Lives. A música foi gravada com vocais em parceria com o cantor Elephant Man. Foi premiada no Billboard Latin Music Awards em 2008 como "Melhor Dança Latina do Ano.". O vídeo musical foi lançado no dia 26 de Julho de 2007 no TRL.

## Histórico de lançamento
| Região         | Data                   |
| -------------- | ---------------------- |
| Estados Unidos | 15 de maio de 2007     |
| França         | 26 de novembro de 2007 |

## Paradas
| Parada (2007 / 2008)                 | Melhor Posição |
| ------------------------------------ | -------------- |
| Austrália (ARIA)                     | 18             |
| Austrian Singles Chart               | 23             |
| Belgium Singles Charts               | 7              |
| Canadá (Canadian Hot 100)            | 15             |
| Dutch Charts                         | 45             |
| França (SNEP)                        | 9              |
| Germany (Media Control AG)           | 24             |
| Romanian Singles Chart               | 13             |
| Suíça (Schweizer Hitparade)          | 49             |
| U.S. Billboard Hot 100               | 29             |
| U.S. Billboard Hot Dance Club Play   | 1              |
| U.S. Billboard Hot Latin Songs       | 43             |
| U.S. Billboard Pop 100               | 14             |
| U.S. Billboard Hot R&B/Hip-Hop Songs | 12             |